# Jean-Baptiste Godart
Jean-Baptiste Godart, auch Jean-Baptiste Godard, (* 25. November 1775 in Origny-Sainte-Benoite, Département Aisne; † 27. Juli 1825) war ein französischer Entomologe, spezialisiert auf Schmetterlinge.

## Leben
Godart war stellvertretender Direktor (Sous-Directeur) des Collège Louis-le-Grand in Paris, an dem er auch studiert hatte, und kam nach der Besetzung des Rheinlandes (→Erster Koalitionskrieg) durch die Franzosen als Provisor (Proviseur) an das Lyzeum in Bonn. Nach Ende der französischen Besatzung machte er sich mit 300 französischen Schülern auf Befehl von General Sebastian durch die feindlichen Linien auf Schleichwegen auf den Weg nach Frankreich und kam nach 25 Tagen mit ihnen in Douai (Département Nord) an. Zur Belohnung wurde er Zensor und Provisor am Lyzeum in Nancy. Während Napoleons Herrschaft der Hundert Tage stellte er sich auf die Seite des Kaisers und wurde deshalb nach Rückkehr der Bourbonen zwangsweise in den Ruhestand geschickt. Seine Schmetterlingssammlung, die er in 20 Jahren aufgebaut hatte, musste er einem Naturforscher in Bonn zu einem geringen Preis überlassen, er nahm jedoch seine Aufzeichnungen mit, die die Basis seiner späteren Werke waren.
Godart schrieb den Artikel „Schmetterlinge“ in der Encyclopédie méthodique von Pierre André Latreille (Paris, 1819) und unterstützte Latreille auch sonst bei dem Teil zur Naturgeschichte der Encyclopédie, und veröffentlichte ein Werk über französische Schmetterlinge, von dem er fünf Bände herausgab (Tagfalter, Abendfalter und ein kleiner Teil der Nachtfalter) und das nach seinem Tod von seinem Freund Philogène Auguste Joseph Duponchel (1774–1846) fortgesetzt wurde. Es war von Antoine Charles Vauthier, Paul Duménil und Delarue auf 547 Tafeln farbig illustriert. Insgesamt werden über 4000 Arten beschrieben. Der erste Band (bis zur 15. Lieferung) wurde von E. R. Genouville († 1820) begonnen und hatte noch den Titel Naturgeschichte der Tagfalter der Umgebung von Paris. Godart erweiterte das auf ganz Frankreich, geriet damit aber in Konflikt mit dem ursprünglichen Plan des Werks.
Godart bemühte sich für die Naturgeschichte der französischen Schmetterlinge jeweils lebende Exemplare zu studieren und starb, nachdem er sich bei einem seiner Sammelausflüge bei glühender Hitze eine Lungenentzündung holte.
Er beschrieb auch exotische Schmetterlinge, allerdings aus fremden Sammlungen, besonders der des Musée national d’histoire naturelle in Paris (5. Arrondissement) in Paris. Seine Sammlung kam teilweise an Marchand in Chartres, einige Typen waren im Royal Museum in Edinburgh.
Er war Mitglied der Pariser Linné-Gesellschaft.

## Schriften (Auswahl)
- zusammen mit P. A. J. Duponchel: Histoire naturelle des lépidoptères ou papillons de France. Crevot, Paris 1821/1842[3] (11 Bände in 13 Einzelbänden und 4 Bände Supplement)